# Верулидзе, Александр Лашаевич
Александр Лашаевич Верулидзе (25 сентября 1996, Владикавказ) — российский футболист, нападающий грузинского клуба «Самгурали».

## Биография
Родился в 1996 году во Владикавказе в семье футбольного судьи Лаши Верулидзе. Воспитанник местной СДЮСШ «Спартак-Алания». В начале карьеры выступал за любительские клубы «Столица», «Труд» Тихорецк и «Барс» Владикавказ.
Первый профессиональный контракт подписал летом 2016 года с клубом ФНЛ «СКА-Хабаровск», за который дебютировал 24 августа в матче Кубка России против «Сахалина», появившись на замену на 80-й минуте вместо Антона Кобялко. Этот матч остался единственным для Верулидзе в составе клуба. 7 июля 2017 года подписал контракт с другим клубом ФНЛ «Факел». В течение сезона 2017/18 сыграл за команду 16 матчей, в основном выходя на замену. Летом 2018 года перешёл в клуб ПФЛ «Машук-КМВ», где также провёл один сезон. 14 июня 2019 года Верулидзе заключил контракт с волгоградским «Ротором», однако по неизвестным причинам покинул команду уже в июле. Позднее в том же году вернулся в «Факел», за который в первой части сезона провёл 7 матчей в ФНЛ. В марте 2020 года контракт с игроком был расторгнут по соглашению сторон.
С сентября 2020 года Верулидзе находился в расположении клуба «Гурия» Ланчхути из второй лиги Грузии. Перед началом сезона 2021 перешёл в клуб высшей лиги «Самгурали», за который дебютировал 14 марта в игре с «Дилой».